# 기타카타 라멘

기타카타 라멘(喜多方ラーメン)은 일본 기타카타시 지방에서 시작된 라멘의 일종이다.

## 역사
기타카타 라멘은 1927년 후쿠시마현 기타카타시의 겐라이켄 국수 가게에서 시작된 라멘 스타일이다. 기타카타 라멘은 삿포로 라멘, 하카타 라멘과 함께 일본 3대 라멘 중 하나이다. 기타카타시는 인구당 라멘 매장 수가 가장 많은 도시이다.
라면은 간장 베이스에 보통 파 (채소), 어묵, 차시우, 죽순을 얹는다. 면발도 다른 라면에 비해 눈에 띄게 두껍다.

## 같이 보기
- 기타카타시